# 泉谷しげると翼なき野郎ども
『泉谷しげると翼なき野郎ども』（いずみやしげるとつばさなきやろうども）は、2008年2月からテレ朝チャンネルで放送されている音楽番組である。 

## 概要
- テレ朝チャンネルオリジナル番組。
- ホストの泉谷しげるがゲストを招いてトークを行い、互いの曲を即興でセッションする。
- タイトルの「翼なき野郎ども」は泉谷がかつてリリースした曲のタイトルでもある。
- タイトルに「野郎ども」と付いているように、基本的に女性を呼ばない方針である（泉谷が番組内で繰り返し発言しているところによると「女性が強くなった今の時代だからこそ、野郎だけの、むさ苦しい男だけの番組にしたい」とのこと）。

## 出演
- 泉谷しげる（ホスト）
- 藤沼伸一 (ホスト、元アナーキーのギタリスト)
- 荘口彰久（進行役）

## ゲスト
| 回数 | ゲスト                             | 初回放送日     |
| ---- | ---------------------------------- | -------------- |
| 1    | 時任三郎                           | 2008年2月24日  |
| 2    | 時任三郎                           | 2008年2月27日  |
| 3    | 宮本浩次 （エレファントカシマシ）  | 2008年3月12日  |
| 4    | 宮本浩次 （エレファントカシマシ）  | 2008年3月26日  |
| 5    | シーナ&ロケッツ                    | 2008年4月8日   |
| 6    | シーナ&ロケッツ                    | 2008年4月22日  |
| 7    | 上田正樹                           | 2008年5月13日  |
| 8    | 上田正樹                           | 2008年5月20日  |
| 9    | 仲井戸麗市                         | 2008年6月3日   |
| 10   | 仲井戸麗市                         | 2008年6月17日  |
| 11   | SION                               | 2008年7月15日  |
| 12   | SION                               | 2008年7月29日  |
| 13   | （総集編）                         | 2008年8月12日  |
| 14   | （総集編）                         | 2008年8月26日  |
| 15   | 大杉漣                             | 2008年9月9日   |
| 16   | 大杉漣                             | 2008年9月23日  |
| 17   | 宇崎竜童                           | 2008年10月7日  |
| 18   | 宇崎竜童                           | 2008年10月21日 |
| 19   | 木村充揮                           | 2008年11月4日  |
| 20   | 木村充揮                           | 2008年11月18日 |
| 21   | 花田裕之                           | 2008年12月6日  |
| 22   | 花田裕之                           | 2009年1月13日  |
| 23   | BAHO（CHAR&石田長生）              | 2009年2月10日  |
| 24   | BAHO（CHAR&石田長生）              | 2009年2月24日  |
| 25   | ムッシュかまやつ                   | 2009年3月10日  |
| 26   | ムッシュかまやつ                   | 2009年3月24日  |
| 27   | ゴールデン・カップス               | 2009年4月14日  |
| 28   | ゴールデン・カップス               | 2009年4月28日  |
| 29   | （総集編）                         | 2009年5月12日  |
| 30   | 佐野史郎                           | 2009年5月26日  |
| 31   | 佐野史郎                           | 2009年6月9日   |
| 32   | ガガガSP                           | 2009年6月23日  |
| 33   | ガガガSP                           | 2009年7月7日   |
| 34   | （スペシャル 泉谷Birthday LIVE!!） | 2009年7月21日  |
| 35   | 遠藤賢司                           | 2009年8月4日   |
| 36   | 遠藤賢司                           | 2009年8月18日  |
| 37   | 浜崎貴司                           | 2009年9月15日  |
| 38   | 浜崎貴司                           | 2009年9月29日  |
| 39   | 三代目魚武濱田成夫                 | 2009年10月13日 |
| 40   | 三代目魚武濱田成夫                 | 2009年10月27日 |
| 41   | 真心ブラザーズ                     | 2009年11月10日 |
| 42   | 真心ブラザーズ                     | 2009年11月24日 |
| 43   | 浦沢直樹&和久井光司                | 2009年12月8日  |
| 44   | 浦沢直樹&和久井光司                | 2009年12月22日 |

## 放送時間
- 初回放送：隔週水曜日　22:00～23:00(JST)（24:00～25:00の回も在り）
  - 2008年4月8日以降：隔週火曜日 22:00～23:00(JST)

## スタッフ
- 演出：佐藤始郎
- プロデューサー：杉村全陽（テレビ朝日）・石田優子
- 制作協力：共同テレビ
- 制作・著作：テレビ朝日